# Consul (Rome)
Een consul was de hoogste magistraat in het Romeinse Rijk. Ieder jaar werden twee vooraanstaande senatoren door het Romeinse volk gekozen in deze functie, die geacht werden elkaar te controleren. Het Romeinse consulaat bestond ruim duizend (1050) jaar van 509 v.Chr. tot 541 na Chr. toen het door keizer Justinianus werd afgeschaft.
Volgens de Romeinse traditie werd, toen de Etruskische koningen waren verdreven, een nieuwe grondwet gemaakt waarin werd vastgelegd dat een tweetal jaarlijks gekozen magistraten aan het hoofd van de Senaat zouden staan. Deze magistraten kregen de titel consul toegekend. De Latijnse stam con betekent 'samen'.
In het begin van de republiek waren er nog geen consules en daarom gaf men het imperium van de verdreven rex (koning) aan de praetor maximus, een reeds bestaande functie. Deze werd echter in 367 v.Chr. vervangen door twee consules waarvan een van plebejische afkomst moest zijn. Ze werden bijgestaan door een praetor met iurisdictio (d.i. de bevoegdheid om recht te spreken), die hun collega minor werd. Nog later zouden de bevoegdheden van de consules afbrokkelen ten voordele van nieuwe ambten of afsplitsingen van oude.
Tijdens de Republikeinse periode zorgde deze regeling ervoor dat een enkele persoon nooit alle macht aan zich kon trekken. De consulverkiezingen vonden halverwege het voorafgaande jaar plaats. De gekozen consuls werden consules designati (afgekort Cos. des.) genoemd, tot zij daadwerkelijk de functie bekleedden.
Het consulaatsysteem bleef tijdens het Romeinse Keizerrijk gehandhaafd, maar sinds Gaius Julius Caesar Octavianus (Augustus) werden consuls benoemd. Tijdens de keizertijd was het consulaat voornamelijk een traditionele erefunctie zonder politieke macht en de consulaire taken waren meestal ceremonieel. Als Romeinse keizers tot consul benoemd werden, lieten zij dit vaak op hun munten vermelden (bijvoorbeeld Cos. III betekent 'voor de derde keer consul')
De traditionele attributen van een Romeinse consul stammen deels uit de traditie van de Etruskische koningen en waren onder andere: een consulaire scepter (scipio) met een adelaar op de top; een speciale stoel sella curulis; een speciaal gewaad toga picta; soms een gouden kroon en een quadriga (tweewielige wagen met vier paarden) waarin een consul stond tijdens een triomftocht.
De kleding van een consul bestond uit een toga met een cape. Een consul had het recht op zijn toga een purperen rand te dragen. Verder werd een consul begeleid door twaalf lictoren en gaf zijn naam aan het Romeinse jaar.